# Saskia Diesing
Saskia Diesing (Winschoten, 1972) is een Nederlandse filmregisseur en scenarioschrijver. Voor haar speelfilm Nena, waarmee ze in 2014 debuteerde, won Diesing een Gouden Kalf voor de beste regie.

## Biografie
Saskia Diesing volgde de opleiding Audiovisuele Media aan de Hogeschool voor de Kunsten Utrecht (HKU), waar ze in 1996 afstudeerde. Hierna werkte ze zeven jaar voor de VPRO als programmamaker, samensteller en eindredacteur. Ze werkte mee aan programma's als Waskracht!, VPROVanavond, Ingodsnaam en Het Geluk van Nederland.
In 2002 regisseerde Diesing een eerste film Du in de reeks "Nieuwe Lola's", die werd geselecteerd voor de Prix Europa. Daarna regisseerde ze verschillende korte films en televisiefilms.
Als speelfilmregisseur debuteerde Saskia Diesing met Nena, waarvoor ze samen met Esther Gerritsen ook het scenario schreef. De film ging in 2014 in première op het Nederlands Film Festival. Saskia Diesing won met Nena het Gouden Kalf in de categorie beste regie. Ook het scenario kreeg een nominatie. De succesvolle samenwerking met Esther Gerritsen werd voortgezet. De tweede speelfilm Dorst was een verfilming van het gelijknamige boek van Esther Gerritsen, waarvoor ze beiden weer het scenario schreven. Dorst ging in première in 2018 op het IFFR.
Behalve als scenarist en regisseur is Saskia Diesing ook werkzaam als docent Audiovisual Media aan de faculteit Kunst Media en Technologie van de HKU.

## Filmografie

### Regie
- 2022: Het verloren transport
- 2018: Dorst (een boekverfilming naar de gelijknamige roman van Esther Gerritsen)
- 2014: Nena
- 2008: Taxi 656 (televisiefilm. In de serie One Night Stand, jaargang 2008/2009). Digitale versie
- 2008: De laatste dag (korte film), gebaseerd op een verhaal van Toon Tellegen
- 2004: Nieuwe schoenen (televisiefilm. In de serie One Night Stand, jaargang 2004)
- 2001: Du (televisiefilm)
- 1996: Waskracht! (televisieprogramma)

### Scenario
- 2022: Het verloren transport
- 2018: Dorst (Co-scenarist Esther Gerritsen)
- 2015: Een goed leven met een gelukkig einde (Co-scenarist, tevens regisseur Aaron Rookus. In de serie One Night Stand, jaargang 2015). Digitale versie NPO
- 2014: Nena (Co-scenarist Esther Gerritsen)
- 2014: P (korte film)
- 2011: Fit to Fly (C0-scenarist Eveline Verwoerd)

## Prijzen
- 2014: Gouden Kalf  voor beste regie voor de film Nena